# Conrad Modelle

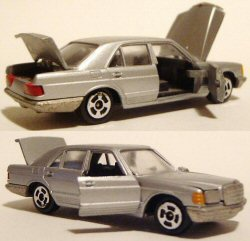
Mercedes-Benz Baureihe 126 von Conrad im Maßstab 1:66

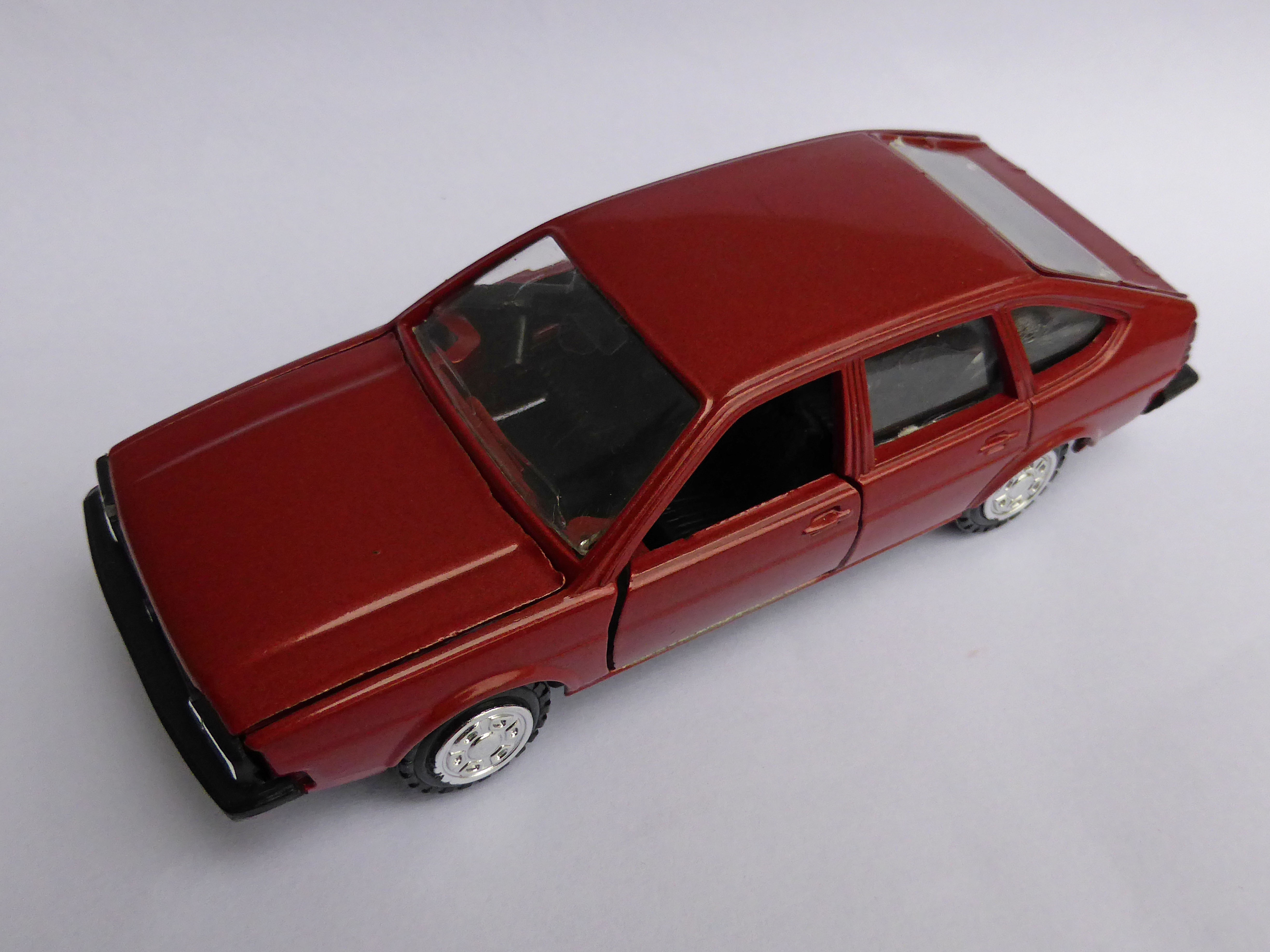
VW Passat B2 Schrägheck von Conrad im Maßstab 1:43

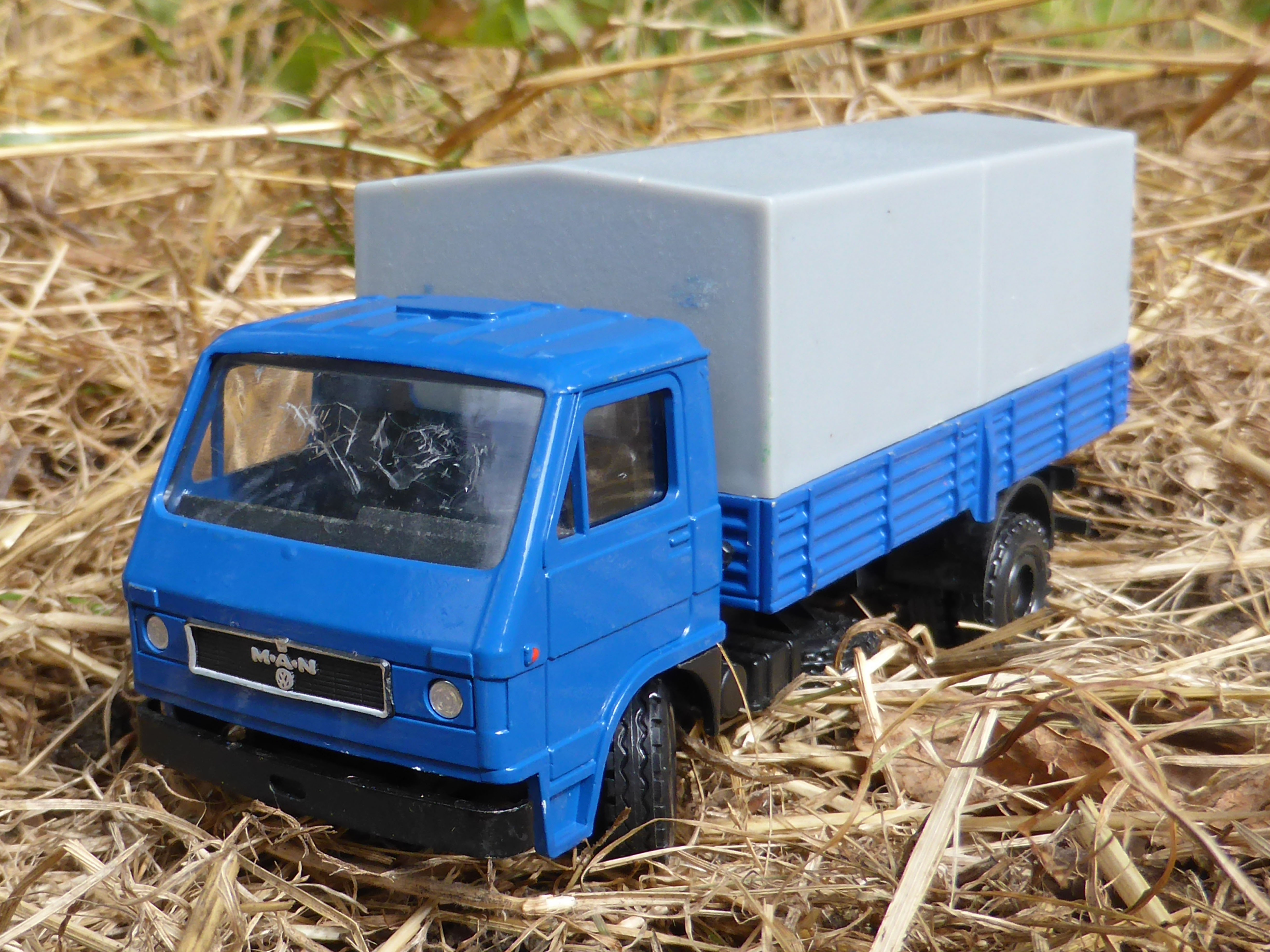
MAN-VW von Conrad im Maßstab 1:50

Die Conrad GmbH ist ein deutscher Modellwarenhersteller mit Sitz im mittelfränkischen Kalchreuth. Die Firma ist international bekannt für ihr Sortiment an Modellen von Nutzfahrzeugen und Baumaschinen. Die Produktion erfolgt im Kalchreuther Gemeindeteil Röckenhof sowie in kleinerem Umfang in Tschechien. Die Modelle werden weltweit abgesetzt, das Hauptabsatzgebiet ist Westeuropa.
Das inhabergeführte Familienunternehmen wurde 1956 von Ludwig Conrad gegründet. 1966 wurde die 1923 in Nürnberg gegründete Firma Gescha übernommen und Conrad stellte seitdem unter seinem eigenen Namen deren Zinkdruckguss-Modelle und Eisenbahnzubehör her. Seit 1971 werden Modellfahrzeuge hergestellt. 1987 übernahm der Sohn Günther Conrad das Unternehmen.
Das Unternehmen bietet handgearbeitete Miniaturen in Zinkdruckguss-Bauweise von Nutzfahrzeugen deutscher Marken wie MAN und Mercedes-Benz im Maßstab 1:50 an sowie Flurförderzeuge von Herstellern wie Jungheinrich und Liebherr im Maßstab 1:25 und 1:50. Wenige Modelle werden in den Maßstäben 1:32, 1:35 und 1:87 angeboten.
Von etwa 1980 an bis in die 1990er Jahre hinein waren auch Modelle im Maßstab 1:43 erhältlich, Nachbildungen von Personenwagen und Nutzfahrzeugen der Marken Audi, Mercedes-Benz und Volkswagen. Ferner Mercedes-Benz-Personenwagen im Maßstab 1:66.